# Belmonte e Colmeal da Torre
Belmonte e Colmeal da Torre (oficialmente: União das Freguesias de Belmonte e Colmeal da Torre) é uma freguesia portuguesa do município de Belmonte, com 38,32 km² de área e 3543 habitantes (censo de 2021). A sua densidade populacional é 92,5 hab./km².

## História
Foi constituída em 2013, no âmbito de uma reforma administrativa nacional, pela agregação das antigas freguesias de Belmonte e Colmeal da Torre e tem a sede em Belmonte. Na prática, reconstitui, sob outra designação, o território da freguesia de Belmonte antes do decreto de 1949 que criou a freguesia de Colmeal da Torre.

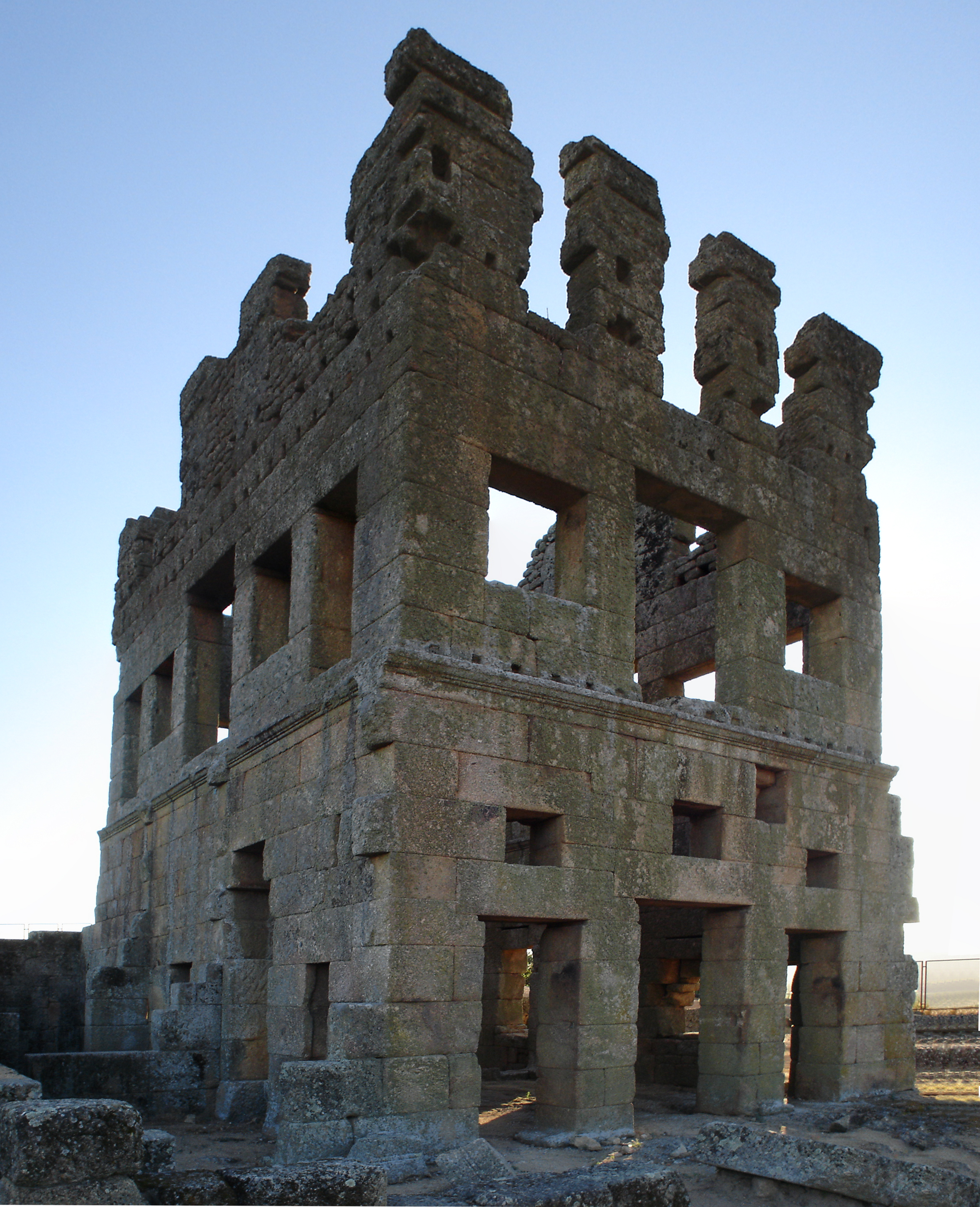
Ruínas da Torre de Centum Cellas, em Colmeal da Torre.

Antigas freguesias que deram origem à União das Freguesias de Belmonte e Colmeal da Torre (Belmonte).

## Demografia
A população registada nos censos foi:
| Distribuição da População por Grupos Etários | Distribuição da População por Grupos Etários | Distribuição da População por Grupos Etários | Distribuição da População por Grupos Etários | Distribuição da População por Grupos Etários | Distribuição da População por Grupos Etários |
| -------------------------------------------- | -------------------------------------------- | -------------------------------------------- | -------------------------------------------- | -------------------------------------------- | -------------------------------------------- |
| Antes da agregação                           |                                              |                                              |                                              |                                              |                                              |
| Ano                                          | 0-14 anos                                    | 15-24 anos                                   | 25-64 anos                                   | >= 65 anos                                   | Total                                        |
| 2001                                         | 620                                          | 528                                          | 2085                                         | 888                                          | 4121                                         |
| 2011                                         | 493                                          | 402                                          | 2095                                         | 922                                          | 3912                                         |
| Após a agregação                             |                                              |                                              |                                              |                                              |                                              |
| Ano                                          | 0-14 anos                                    | 15-24 anos                                   | 25-64 anos                                   | >= 65 anos                                   | Total                                        |
| 2021                                         | 401                                          | 316                                          | 1756                                         | 1070                                         | 3543                                         |